# Olympische Sommerspiele 1976/Teilnehmer (Haiti)
| Gelbes Symbol für Goldmedaillen mit stilisierten Olympischen Ringen | Graues Symbol für Silbermedaillen mit stilisierten Olympischen Ringen | Braundes Symbol für Bronzemedaillen mit stilisierten Olympischen Ringen |
| ------------------------------------------------------------------- | --------------------------------------------------------------------- | ----------------------------------------------------------------------- |
| —                                                                   | —                                                                     | —                                                                       |

Haiti nahm an den Olympischen Sommerspielen 1976 in Montréal mit einer Delegation von 13 Sportlern (zehn Männer und drei Frauen) teil. Es waren zehn Leichtathleten und drei Boxer, die in 14 Wettbewerben antraten.

## Teilnehmer nach Sportarten

### Boxen
- Wesly Felix
Weltergewicht: 3. Runde
- Yves Jeudy
Leichtgewicht: Viertelfinale
- Siergot Sully
Halbweltergewicht: 1. Runde

### Leichtathletik
Herren
- Olmeus Charles
10.000 m: Vorläufe
- Wilfrid Cyriaque
400 m: Vorläufe
- Thancule Dezart
Marathon: DNF
- Philippe Étienne
100 m: Vorläufe
200 m: Vorläufe
- Wilnor Joseph
800 m: Vorläufe
- Dieudonné LaMothe
5000 m: Vorläufe
- Emmanuel Saint-Hilaire
1500 m: Vorläufe

Frauen
- Antoinette Gauthier
100 m: Vorläufe
- Rose-Marie Gauthier
400 m: Vorläufe
- Marie-Louise Pierre
200 m: Vorläufe